# Parit Ujung Tanjung
Parit Ujung Tanjung is een bestuurslaag in het regentschap Merangin van de provincie Jambi, Indonesië. Parit Ujung Tanjung telt 818 inwoners (volkstelling 2010).